# 格奥尔格 (奥尔登堡)
彼得·弗里德里希·格奥尔格（Peter Friedrich Georg，1784年5月9日—1812年12月27日），出生于奥尔登堡。奥尔登堡公爵，是奥尔登堡公爵彼得一世与妻子符腾堡公爵弗里德里希·欧根的次女弗里德里克·伊丽莎白·阿玛丽埃的次子。

## 生平
从1788年至1803年，格奥尔格和他的兄弟及其父亲的监督下在家里接受教育。格奥尔格曾与哥哥曾就读于莱比锡大学。，从1803到1805年从1805年至1807年，他们在英格兰和苏格兰的广泛游历。
1808年，奥尔登堡被法国和荷兰军队占领。格奥尔格被送往俄罗斯居住，期间曾被任命为爱沙尼亚总督。

## 婚姻与子女
1809年4月30日与远房堂兄俄罗斯沙皇保罗一世的四女儿葉卡捷琳娜·巴甫洛夫娜结婚。作为俄罗斯的驸马，格奥尔格成为俄罗斯王子 格奥尔基·彼得罗维奇·奥尔登堡斯基（Prince Georgy Petrovich Oldenburgsky），婚后有二子。
- 长子彼得·格奥尔格·保罗·亚历山大·格奥尔基耶维奇（Peter Georg Paul Alexander Georgievich，1810年8月30日-1829年11月16日）；
- 次子康斯坦丁·弗里德里希·彼得·格奥尔基耶维奇（Konstantin Friedrich Peter Georgievich，1812年8月26日-1881年5月14日）。